# Vanimo (langue)
Le vanimo est une langue papoue parlée en Papouasie-Nouvelle-Guinée, dans la province de Sandaun.

## Classification
Le vanimo fait partie des langues sko, une des familles de langues papoues.

## Phonologie
Les  voyelles du vanimo sont :

### Voyelles
|         | Antérieure | Centrale | Postérieure |
| ------- | ---------- | -------- | ----------- |
| Fermée  | i [i]      | ɨ [ɨ]    | u [u]       |
| Moyenne | e [e]      |          | o [o]       |
| Ouverte | æ [æ]      | a [a]    |             |

#### Nasalisation
La langue connaît la nasalisation des voyelles en fin de syllabe, écrite -ng : wongbaba patate douce [wõmbaba].

### Consonnes
Les consonnes du vanimo sont :
|              |              | Bilabiales | Alvéolaires | Palatales | Vélaires | Glottales |
| ------------ | ------------ | ---------- | ----------- | --------- | -------- | --------- |
| Occlusives   | Sourde       | p [p]      | t [t]       |           |          |           |
| Occlusives   | Sonore       | b [b]      | d [d]       |           | g [g]    |           |
| Fricative    | Fricative    |            | s [s]       |           |          | h [h]     |
| Nasale       | Nasale       | m [m]      | n [n]       | ɲ [ ɲ]    | ŋ [ŋ]    |           |
| Latérale     | Latérale     |            | ɺ [ɺ]       |           |          |           |
| Semi-voyelle | Semi-voyelle | w [w]      |             | y [ j]    |          |           |

#### Allophones
Devant les voyelles [e] et [i], [ j] et [w] sont prononcés [ d͡ʒ] et [v] respectivement. Le dialecte waramo possède une occlusive glottale [ʔ] qui correspond à [g], [h] et [ŋ] en vanimo.

### Tons
Le Vanimo est une langue tonale. Les trois tons sont bas long, bas court et descendant court.

## Écriture
Le vanimo s'écrit avec l'alphabet latin.
| Caractère     | Caractère | Caractère | Caractère | Caractère | Caractère | Caractère | Caractère | Caractère | Caractère | Caractère | Caractère | Caractère | Caractère | Caractère | Caractère | Caractère | Caractère | Caractère | Caractère | Caractère | Caractère | Caractère |
| ------------- | --------- | --------- | --------- | --------- | --------- | --------- | --------- | --------- | --------- | --------- | --------- | --------- | --------- | --------- | --------- | --------- | --------- | --------- | --------- | --------- | --------- | --------- |
| a             | ae        | b         | d         | e         | g         | gh        | h         | i         | ɨ         | j         | l         | m         | n         | ny        | ng        | o         | p         | s         | t         | u         | v         | w         |
| Prononciation |           |           |           |           |           |           |           |           |           |           |           |           |           |           |           |           |           |           |           |           |           |           |
| a             | æ         | b         | d         | e         | g         | ʔ         | h         | i         | ɨ         | d͡ʒ        | ɺ         | m         | n         | ɲ         | ŋ         | o         | p         | s         | t         | u         | v         | w         |

## Sources
- (en) John M. Clifton, 1995, Vanimo Organized Phonological Data, manuscrit, Ukarumpa, SIL International.